# HMS Conquest (1915)
Pour les autres navires du même nom, voir HMS Conquest.
Le HMS Conquest est un croiseur léger de classe C de la Royal Navy qui a été en service pendant la Première Guerre mondiale. Il faisait partie du groupe Caroline de la classe C.

## Construction
Les croiseurs de classe C étaient destinés à escorter la flotte et à la défendre contre les destroyers ennemis qui tentaient de se rapprocher à portée de torpille. Commandés en juillet-août 1913 dans le cadre du Programme naval de 1913-1915, les navires du groupe Caroline étaient une version agrandie et améliorée des croiseurs de classe Arethusa précédents. Ces navires avaient une longueur de 136 m, avec un maître-bau de 12,6 m et un tirant d'eau moyen de 4,9 m. Leur déplacement était de 4 287 tonnes à charge normale et 4 809 tonnes à pleine charge. Le HMS Conquest était propulsé par quatre turbines à vapeur Brown-Curtis à propulsion directe, chacune entraînant un arbre d'hélice, qui produisaient un total de 40 000 ch (30 000 kW). Les turbines utilisaient de la vapeur produite par huit chaudières Yarrow Shipbuilders, ce qui lui donnait une vitesse de 28,5 nœuds (52,8 km/h). Il transportait 931 tonnes de mazout. Le navire avait un équipage de 301 officiers et autres grades.
L’armement principal du HMS Conquest se composait de deux canons Mk XII de 6 pouces (152 mm) qui étaient montés sur l’axe à l’arrière, avec un canon surplombant le canon arrière. Son armement secondaire se composait de huit canons Mk IV QF de 4 pouces (102 mm), quatre de chaque côté, une paire en avant du pont, une autre paire sur le gaillard d'avant et les deux autres paires un pont plus bas au milieu du navire. Pour la défense antiaérienne, il était équipé d’un canon QF de 6 livres de 57 mm. Le navire avait également deux affûts jumeaux, au-dessus de l’eau, pour des tubes lance-torpilles de 21 pouces (533 mm), un sur chaque flanc. Les navires du groupe Caroline étaient protégés par une ceinture blindée au milieu du navire dont l’épaisseur allait de 1 à 3 pouces (25 à 76 mm) et un pont blindé de 1 pouce (25 mm). Les murs de leur passerelle étaient de 6 pouces d’épaisseur.

## Histoire
Le HMS Conquest a été construit par Chatham Dockyard. Sa quille a été posée le 3 mars 1914, il a été lancé le 20 janvier 1915 et achevé en juin 1915.

### Première Guerre mondiale
Le HMS Conquest est mis en service dans la Royal Navy en juin 1915. Il a été affecté à la 5e Escadre de croiseurs légers de la Harwich Force, qui opérait en mer du Nord pour garder les approches orientales du pas de Calais et de la Manche. En août 1915, il fait partie des navires qui participent à la poursuite en mer du Nord du croiseur auxiliaire SMS Meteor de la Kaiserliche Marine (marine impériale allemande), qui finit par se saborder le 9 août 1915. Il a couvert la force qui a effectué le 24 mars 1916 le raid des hydravions du Royal Naval Air Service sur les hangars à dirigeables de la marine allemande à Tønder, alors dans le nord de l’Allemagne. Le 28 mars 1916, au retour d’une permission à terre, 38 hommes sont perdus dans une tempête de neige au large de Harwich sur l’un des bateaux du navire, inscrit comme baleinier. Le 25 avril 1916, lors du Bombardement de Yarmouth et de Lowestoft (le bombardement naval allemand de Yarmouth et Lowestoft) les navires allemands ouvrent le feu sur le HMS Conquest. Celui-ci reçoit un obus de 305 mm qui détruit ses antennes radio et fait 25 morts et 13 blessés parmi son équipage, mais il peut maintenir sa vitesse de 20 nœuds.
De retour en service après des réparations, en août 1916 le HMS Conquest participe, avec une grande partie du reste de la Harwich Force et de la Grand Fleet, à une tentative infructueuse d’amener la Hochseeflotte (flotte allemande de haute mer) à un affrontement en mer du Nord. Alors qu’il était en mer, le HMS Conquest a ouvert le feu sur le Zeppelin de la marine allemande L 13, mais il n’a pas été en mesure d’abattre le dirigeable. En janvier 1917, il participe à une tentative infructueuse d’attaquer des destroyers allemands au large de la Belgique. Le 5 juin 1917, lors d’un raid de la Royal Navy sur Ostende, en Belgique, le HMS Conquest et les croiseurs légers HMS Canterbury et HMS Centaur coulent le torpilleur allemand S20 en mer du Nord, près du Schouwen Bank au large de Zeebruges. Il fut endommagé par une mine en juillet 1918 et fut mis hors service le 13 juillet 1918 pour des réparations qui durent jusqu’à la fin de la Première Guerre mondiale et au-delà, jusqu’en avril 1919.

### Après-guerre
Une fois ses réparations terminées, le HMS Conquest alla dans la réserve de Nore et subit un réaménagement en 1921, alors qu’il était en réserve. Il est réaffecté en février 1922 pour servir de navire amiral de la 1ère flottille sous-marine de la Atlantic Fleet, continuant à ce titre jusqu’en janvier 1927, date à laquelle il est transféré à la Mediterranean Fleet. Il quitte la mer Méditerranée en avril 1928 et retourne au Royaume-Uni pour entrer dans la réserve à Portsmouth, où il reste jusqu’en 1930.

### Élimination
Le HMS Conquest a été vendu pour la démolition le 29 août 1930 à Metal Industries de Rosyth, en Écosse. Alors qu’il se trouvait en remorquage en mer du Nord, à destination du chantier du démolisseur de navires avec un équipage de six hommes à bord, le 26 septembre 1930, au large de Flamborough Head et par mauvais temps, sa ligne de remorquage se brisa. Il partit à la dérive et fut porté disparu jusqu’au 28 septembre 1930. À cette date, il fut retrouvé et son remorquage vers Rosyth reprit.